# Stazione di Mezzenile
La stazione di Mezzenile è una stazione ferroviaria della ferrovia Torino-Ceres. Serve il centro abitato di Mezzenile, nella città metropolitana di Torino.
Precedemente gestita dal Gruppo Torinese Trasporti (GTT), dal 1 gennaio 2024 è gestita da Rete Ferroviaria Italiana (RFI).

## Storia
È stata costruita secondo il progetto dell'ing. Alberto Scotti nel 1915 ed è la versione ridotta delle altre quattro stazioni maggiori della tratta montana del tracciato, Lanzo, Germagnano, Pessinetto e Ceres.

## Impianti
La stazione è dotata di un solo binario passante. La stazione è un edificio di due piani con tetto in legno a falde e copertura in lose e vi è una pensilina in legno con copertura in lose addossata alla costruzione. È in muratura di mattoni e cemento armato.

## Movimento
La stazione è servita dagli autobus sostitutivi della linea SFM A che comprono la tratta ferroviaria attualmente sospesa Germagnano-Ceres.

## Servizi
La stazione dispone di: 
- Servizi igienici